# 海岸公園

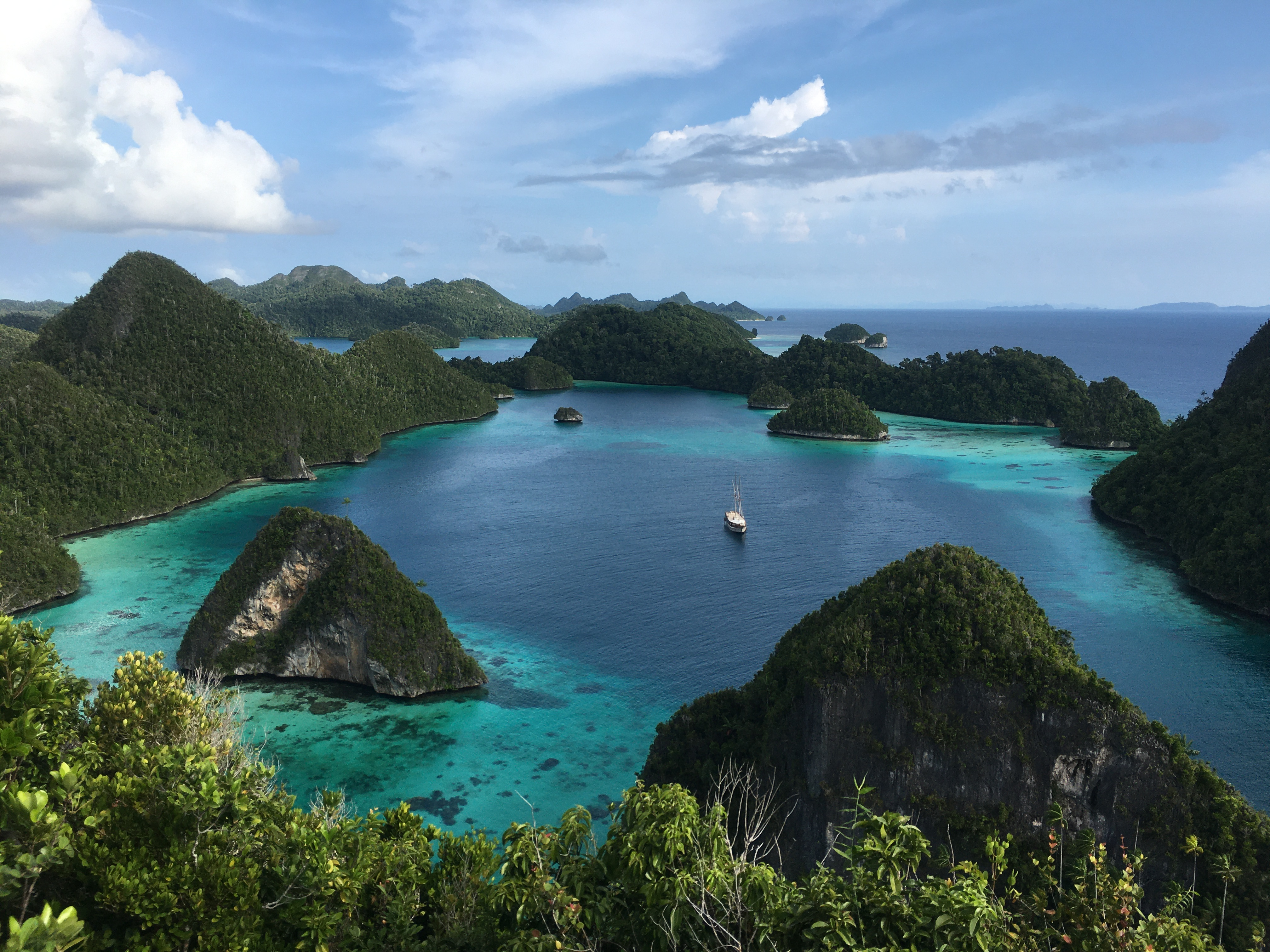
海岸公園之一

海岸公園 或  海洋公園（marine park）是作為康樂和保育用途的海岸或海域。大部份的海岸公園都是由政府所劃定的，有如海上的國家公園。亦有部份海岸公園是私人設立的。一般來說，漁船等船隻在未經許可下，不能進入海岸公園範圍。設有海岸公園的國家和地區有紐西蘭和香港。